# Chiesa di San Vito (Palermo)
La chiesa di San Vito e il monastero del Terz'Ordine francescano sotto il titolo di «Santa Maria di tutte le Grazie» costituivano un aggregato monumentale adiacente alla via Maqueda e Teatro Massimo, nel centro storico della città di Palermo.

## Storia

### Epoca aragonese
La primitiva Confraternita di San Vito è attestata nella chiesa eponima nel 1439.

### Epoca spagnola
Patrocinatori e benefattori del monastero i fratelli Gjaimo e Niccolò Zummo, cavalieri dello S.R.O.G. (Sovrano Ordine Gerosolimitano), e Giovanni Guadagnino sacerdote francescano. Destinato ad essere fondato presso la Compagnia della Carità sotto il titolo della «Natività di Maria Vergine» per accogliere donzelle povere, prive di mezzi e dote per conseguire le loro sante brame, l'istituzione incontrò immediatamente il parere sfavorevole del cardinale Giannettino Doria in considerazione dell'alto numero di monasteri presenti in città. La data dell'8 settembre 1627 segna significativamente la ricorrenza della festività mariana della Natività della Vergine.
L'irremovibilità dell'alto prelato indusse i fondatori ad aprire l'istituzione nella vicina città di Monreale presso l'Ospedale di Santa Caterina nel settembre dell'anno seguente. Il numero delle novizie fu fissato in 15, più una di età superiore, che avrebbe ricoperto funzioni di superiora. La Regola da seguire fu estratta a sorte fra quelle tipiche delle fondazioni benedettine, domenicane o francescane. Il caso assegnò la regola del Terz'Ordine francescano.
Aperto il 1 aprile 1629, ben presto la località si rivelò insalubre minando la salute delle novizie, circostanza che indusse al trasferimento in luogo più confortevole a Palermo. Stavolta con suppliche e preghiere il 2 febbraio 1620 strapparono il parere favorevole dell'arcivescovo e le ritrosie degli accoliti della Confraternita di San Vito, restii a concedere alcune fabbriche, il cui Oratorio fu prescelto quale chiesa dell'aggregato palermitano.
Il 6 ottobre 1630 le religiose fecero ingresso nel monastero intitolato «Santa Maria di tutte le Grazie». La clausura concessa con bolla pontificia pubblicata il 15 aprile sancì l'elezione canonica dell'istituzione il 15 maggio 1638.
Il tempio, radicalmente rinnovato, fu solennemente consacrato da Matteo Trigona, vescovo di Siracusa, il 5 agosto 1736.

## Chiesa

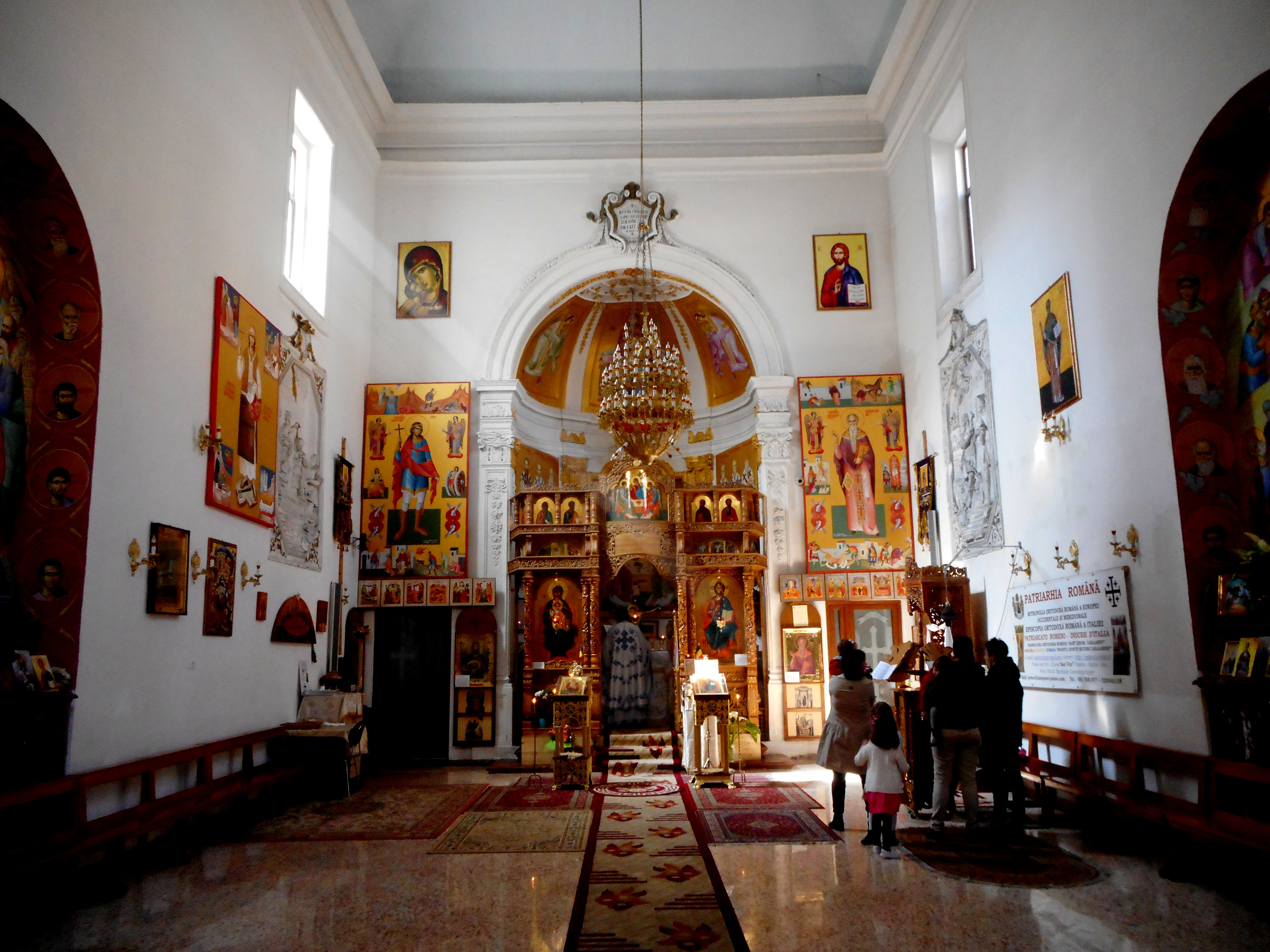

Il tempio presenta la facciata rivolta ad occidente, il coro sostenuto da colonne, l'impianto basilicale a tre navate ripartito da 8 colonne. L'interno ornato con stucchi, ori e pitture, annovera un cappellone, due cappelle per navata laterale.
Una statuetta raffigurante San Vito era inserita nel prospetto.

### Navata sinistra
Lato cornu evangelii.
- Prima campata.
- Seconda campata: Cappella della Madonna della Grazia. Sull'altare è documentato il quadro Madonna della Grazia, da cui il titolo del monastero,[10] opera realizzata da Pietro Novelli. Nello spazio fra cappelle il quadro raffigurante l'Annunziata, opera di Rosalia Novelli. Dello stesso Pietro Novelli il quadro collocato in sacrestia raffigurante la Madonna del Rosario.[2][12]

### Navata destra
Lato cornu epistolae.
- Prima campata.

Nello spazio fra cappelle il quadro raffigurante la Sacra Famiglia è opera di Pietro Novelli.
- Seconda campata.

### Altare maggiore
Davanti al cappellone sono documentate le sepolture dei fratelli Zummo: Giacomo † 1642 e Nicola † 1649, cavalieri gerosolimitani.
- Statua raffigurante San Vito collocata sull'altare.[11]

## Confraternita di San Vito
- 1439, Il sodalizio è elencato nel ruolo dei tonni, ovvero è contemplato tra i riforniti dalle maestranze addette alla trasformazione del pescato.[11]

## Oratorio di San Vito
Sono documentate due statue raffiguranti San Vito collocate rispettivamente sul prospetto e sull'altare maggiore.
Costruzione con prospetto a capanna e portale classico che presenta una piccola nicchia contenente una piccola statua del Santo. Alle pareti si trovano quattro pannelli ottocenteschi di stucco con episodi della vita del martire. Su uno dei piccoli altari marmorei affrontati dei lati lunghi era collocata la pregevolissima scultura lignea rinascimentale raffigurante San Vito, oggi custodita al Museo diocesano. L'opera, datata al 1542, fu realizzata da Giovanni Gili, artista che risentì nella sua produzione dello stile di Antonello Gagini.
- San Vito Ieromartire

## Monastero
Con la concessione della clausura nel 1638 è canonicamente eretto il monastero delle religiose del Terz'Ordine francescano sotto il titolo di «Santa Maria di tutte le Grazie».
La struttura vanta due grandi chiostri colonnati attorniati da più giardini, uno in particolare dal lato del baluardo di Porta Carini concesso dal Senato palermitano nel 1781. Il monastero è collegato con il bastione di San Vito mediante uno stretto soprapassaggio sul quale, venuta meno la funzione difensiva del baluardo, le religiose vi impiantarono un giardino pensile. Il baluardo è altrimenti chiamato di San Vito o Gonzaga in onore dal viceré di Sicilia Ferrante I Gonzaga, che ne dispose la costruzione nel 1537.
Con l'entrata in vigore delle leggi eversive del 1866 che prevedevano la soppressione di un gran numero di ordini religiosi, il monastero di San Vito fu incamerato dal demanio statale che lo trasformò in caserma, funzione che ancora mantiene come sede della caserma "Giacinto Carini" del Comando Provinciale Carabinieri di Palermo